# Malcolm Glazer
Malcolm Irving Glazer (25. maj 1928 - 28. maj 2014) var en amerikansk rigmand, som ejede NFL-klubben Tampa Bay Buccaneers fra Florida og hovedparten af fodboldklubben Manchester United fra England.
Han var præsident og chef for First Allied Corporation, et holdingselskab for hans forskellige forretningsinteresser, der udover sport er koncentreret om fødevarebranchen. Malcolm Glazer var gift med Linda Glazer fra 1961 indtil hans død i 2014.